# (2755) Avicenne
(2755) Avicenne, désignation internationale (2755) Avicenna, est un astéroïde de la ceinture principale.

## Description
(2755) Avicenne est un astéroïde de la ceinture principale. Il fut découvert par Lioudmila Tchernykh le 26 septembre 1973 à Nauchnyj. Il présente une orbite caractérisée par un demi-grand axe de 2,84 UA, une excentricité de 0,25 et une inclinaison de 4,569° par rapport à l'écliptique.
Il fut nommé en hommage à Avicenne, philosophe, écrivain, médecin et scientifique médiéval persan.

## Compléments